# Sylter Buitenrif
Het Sylter Buitenrif is een deel van de Noordzee voor de kust van het Duitse Sylt. Het is een beschermd natuurgebied.
In augustus 2008 kwam het gebied prominent in het nieuws omdat Greenpeace er rotsblokken in zee gooide. Door dit te doen wil Greenpeace voorkomen dat er op het Sylter Buitenrif met boomkorvisserij gevist wordt. Het uiteindelijke doel van Greenpeace is van het gebied het eerste zeereservaat van de Noordzee te maken.
Visserijorganisaties beschuldigden Greenpeace van 'criminele activiteiten'.